# Carl-Robert Holmer-Kårell

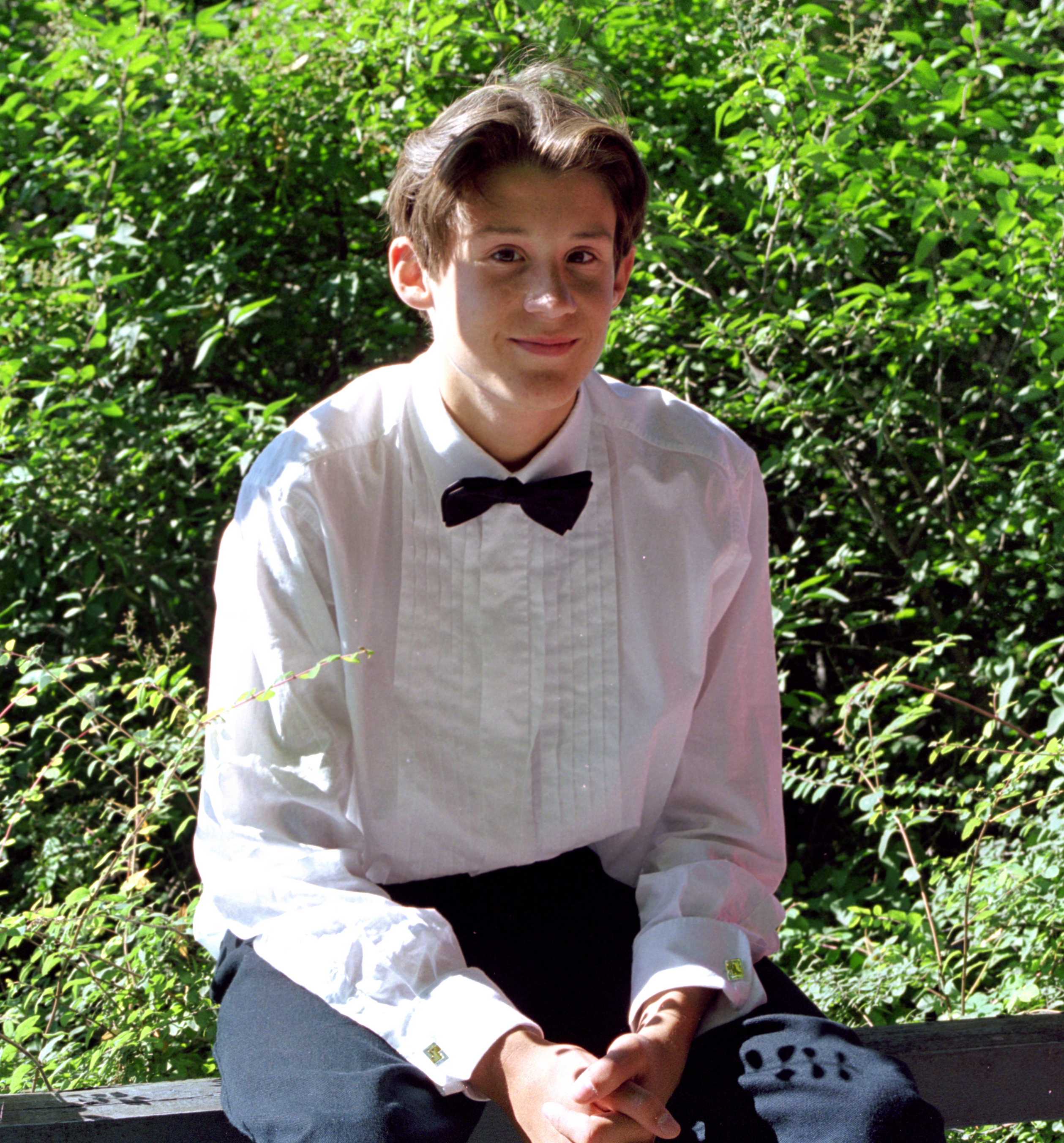
Carl-Robert Holmer-Kårell (2000)

Carl-Robert Holmer-Kårell (* 5. Januar 1986 in Schweden) ist ein schwedischer Schauspieler, der durch die Rolle des Adam Kieslowski in der Kinderserie Eva und Adam bekannt wurde.
Carl-Robert hat einen älteren Bruder und eine jüngere Schwester.

## Filmographie
- 1999: Fernsehserie "Eva und Adam" als Adam Kieslowski
- 2001: Eva und Adam – Vier Geburtstage und ein Fiasko (Eva & Adam – fyra födelsedagar och ett fiasko) als Adam Kieslowski